# Serious Sam Advance
Serious Sam Advance (ou simplement Serious Sam en Amérique du Nord) est un jeu vidéo de tir à la première personne développé par Climax Solent et édité par Global Star Software, sorti en 2004 sur Game Boy Advance.

## Accueil
- GameSpot : 5,6/10[1]
- IGN : 5/10[2]
- Jeuxvideo.com : 6/20[3]
- Nintendo Power : 2,5/5[4]